# Epicharis luteocincta
Epicharis luteocincta är en biart som beskrevs av Jesus Santiago Moure och Antero Frederico de Seabra 1959. Epicharis luteocincta ingår i släktet Epicharis och familjen långtungebin. Inga underarter finns listade i Catalogue of Life.